# Diego Pescador
Diego Pescador (Quimbaya, Quindío, 21 de diciembre de 2004) es un ciclista colombiano que compite con el equipo Movistar Team.

## Biografía
Diego comenzó el deporte con el atletismo. Corredor, ganó varias carreras nacionales. También participó en diversos Juegos intercolegiales y nacionales. Pero su vida dio un vuelco cuando su padre le introdujo en el ciclismo, cuando tenía doce años. Tras un cierto tiempo de adaptación, abandonó las pistas de atletismo hacia los catorce años para licenciarse en el club ciclista Circasia. Luego pasó a Pereira para continuar su carrera en la Liga Risaralda, que contaba con infraestructuras más sólidas. Durante este período, contó con el apoyo constante de sus padres, quienes organizaban rifas y ventas de lechones para satisfacer sus necesidades.
Entre juniors obtuvo buenos resultados en carreras por etapas colombianas. En 2022 participó en sus primeras competiciones en Europa con su selección. Se mostró especialmente en la salida del Giro de Lunigiana, donde ocupa el noveno puesto en una etapa. También representó a su país en el campeonato del mundo juvenil que se celebra en Australia.
En 2023 se suma al equipo continental GW Shimano-Sidermec, liderado por Gianni Savio e integrado principalmente por jóvenes colombianos. Buen escalador, se distinguió en su país natal al convertirse en el ganador más joven de la Vuelta a Antioquia, frente a los mejores ciclistas locales. También finalizó quinto en el Clásico RCN, habiendo ganado una etapa. El mismo año ocupó el undécimo y mejor corredor joven de la Vuelta a Colombia. También es decimoséptimo en el Tour del Porvenir, tras acabar entre los diez primeros en las tres últimas etapas de montaña.
Durante la temporada 2024 confirmó sus habilidades en carreras empinadas al terminar segundo en la esperanzadora versión de la Vuelta a Colombia, ganando una etapa. En territorio europeo, es segundo en el Gran Premio Palio del Recioto, tercero en el Trofeo Banca Popular de Vicenza y sobre todo séptimo en el Tour del Porvenir. A finales de septiembre el equipo UCI WorldTeam español Movistar Team anunció la incorporación de Diego para la temporada 2025.

## Palmarés
2023
- Vuelta a Antioquia

## Equipos
- GW Shimano (2023-2024)
  - GW Shimano-Sidermec (2023)
  - GW Erco Shimano (2024)
- Movistar Team (2025-)